# Opp och hoppa, morfar prosten
Opp och hoppa, morfar prosten är en barnbok skriven av författaren Eva Bexell, med illustrationer av Karin Stjernholm Raeder. Den utgavs första gången år 1987 på Bonniers förlag, och är den tredje boken i trilogin om morfar Prosten, efter Prostens barnbarn (1976) och Kalabalik hos morfar prosten (1978).
Handlingen utspelar sig ett par år efter de två första böckerna. Bröderna Carl och Anton har nu flyttat med familjen till Borgholm, där deras morfar prosten och mormor prostinnan bor.

## Handling
Under bokens gång hinner Anton bland annat börja första klass (med draglådan i skolväskan), springa ut i bara pyjamas när han tror att Jesus har trillat ner från himlen, och ropa in en stor byffé på aktion. Prosten tjurar som vanligt, till exempel när Anton skvallrat om att han råkat laga pytt av pärlhyacintlökar, när syskonen inte kan vara sams mer än fyra och en halv minut, eller när han får sina ögonbryn bortbrända av julgranen.
Boken innehåller följande kapitel:
- Lakritspipa och anteckningsbok
- Alla får ropa, sa mamma
- Skolan börjar
- Anton räddar livet på prosten - i alla fall om man får tro honom själv
- Det finns väl ingen med kniv här i stan
- Lotteriet
- En förfärlig historia